# An Elder Scrolls Legend: Battlespire
An Elder Scrolls Legend: Battlespire é um jogo eletrônico desenvolvido e distribuído pela Bethesda Softworks, ambientado no universo de The Elder Scrolls. Criado em 1997, Battlespire é conhecido por ser o terceiro jogo da série The Elder Scrolls, o primeiro a poder ser jogado em terceira pessoa e o único que teve An Elder Scrolls Legend no seu título. A resolução do jogo era 800 por 600 ou resolução VGA. Foi muito inesperado, lançado um ano depois de Daggerfall, e como os jogos dessa série são conhecidos por ser grandes não tinham porque lançar outro jogo enquanto o seu público ainda estava jogando seu antecessor.